# Мулен-сюр-Йевр
Муле́н-сюр-Йевр (фр. Moulins-sur-Yèvre) — коммуна во Франции, находится в регионе Центр. Департамент — Шер. Входит в состав кантона Божи. Округ коммуны — Бурж.
Код INSEE коммуны — 18158.
Коммуна расположена приблизительно в 200 км к югу от Парижа, в 105 км юго-восточнее Орлеана, в 10 км к востоку от Буржа.

## Население
Население коммуны на 2008 год составляло 601 человек.
| 1962 | 1968 | 1975 | 1982 | 1990 | 1999 | 2008 |
| ---- | ---- | ---- | ---- | ---- | ---- | ---- |
| 407  | 445  | 421  | 369  | 382  | 466  | 601  |

## Экономика

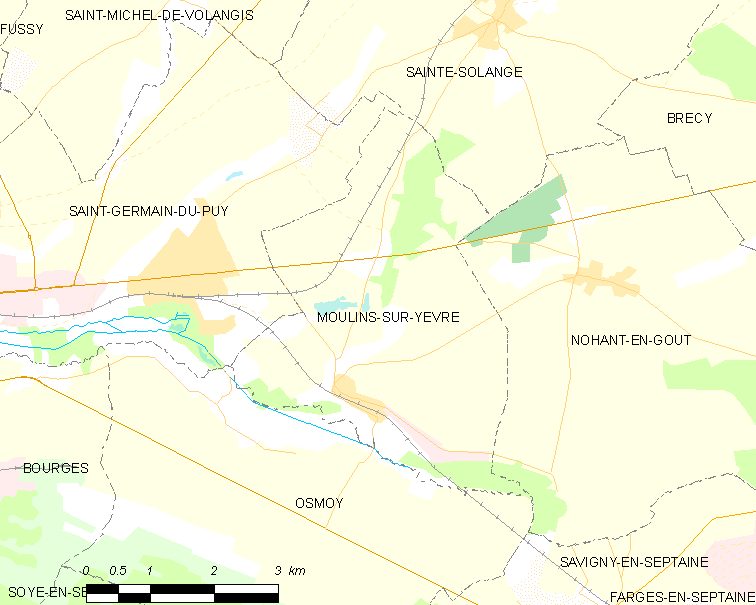
Карта коммуны

В 2007 году среди 387 человек в трудоспособном возрасте (15—64 лет) 288 были экономически активными, 99 — неактивными (показатель активности — 74,4 %, в 1999 году было 74,5 %). Из 288 активных работали 269 человек (142 мужчины и 127 женщин), безработных было 19 (6 мужчин и 13 женщин). Среди 99 неактивных 45 человек были учениками или студентами, 31 — пенсионерами, 23 были неактивными по другим причинам.

## Достопримечательности
- Церковь Сент-Острежезиль (XII век)
  - Надгробная плита на могиле Жильбера де Болена, сеньора де Мобрашана (1574 год). Исторический памятник с 1908 года[3]
- Замок Мобранш (XV век)
- Часовня Нотр-Дам (перестроена в 1872 году)